# Ballymoney
Ballymoney (en irlandès Baile Monaidh, que vol dir "granja a la torbera"; en escocès de l'Ulster Bellymoney) és una petita ciutat del Comtat d'Antrim, a Irlanda del Nord. Tenia una població de 9.021 habitants en el cens del 2001. Actualment és dirigit per l'ajuntament del municipi de Ballymoney.
La ciutat és seu del festival dramàtic de Ballymoney, el festival dramàtic més antic d'Irlanda fundat el 1933.
Ballymoney s'ha expandit en els últims anys i s'han construït una gran quantitat de cases. Aquest és, sobretot, el resultat del desplaçament de les cases més cares de la zona del "triangle" de Corelaine-Portstewart-Portrush cap a les de Ballymoney, les quals són més barates. Ballymoney està ubicat a la carretera principal entre Coleraine i Ballymena, que connecta mitjançant carreteres i vies de tren les principals ciutats d'Irlanda del Nord: Belfast i Derry.
La zona de Ballymoney té la major esperança de vida d'Irlanda del Nord, amb l'esperança de vida mitjana de 78.0 anys per als homes i 82.6 anys per a les dones.

## Política
L'ajuntament és controlat pel Partit Unionista Democràtic (Democratic Unionist Party). El Sinn Féin és el segon partit més gran, amb el Partit Unionista de l'Ulster, el Social Democratic and Labour Party i un partit independent controlant la resta.

## Demografia
Ballymoney és classificada com una petita ciutat per l'Agència NI d'Investigació i Estadístiques (NISRA) (amb població d'entre 4.500 i 10.000 habitants). El cens del 2001 hi havia 9.021 habitants a Ballymoney.
- El 22,6% eren menors de 16 anys i el 19,8% eren majors de 60 anys.
- El 47,3% eren homes i el 52,7% eren dones.
- El 17,3% eren catòlics i el 79,8% protestants.
- El 3,9% dels habitants d'entre 16 i 74 anys estaven aturats.

## Edificis
Ballymoney és una de les ciutats més antigues d'Irlanda i posseeix molts edificis històrics al centre de la ciutat.
- Una antiga torre d'església que data del 1637 és l'edifici més antic que sobreviu.
- Una altra característica notable és el rellotge de la ciutat i una mansió maçònica, construïts el 1775 pel 6è Comte i el 2n Marquès d'Antrim. La mansió s'usava com a mercat, jutjat, ajuntament i escola.
- L'ajuntament es va erigir el 1866.

## Agermanaments
- Benbrook
- Vanves
- Douglas